# Парламентские выборы в Иране (2012)
Парламентские выборы в Иране 2012 года — выборы Исламского консультативного совета, или меджлиса 9-го созыва, были проведены 2 марта 2012 года (1-й тур) и 4 мая 2012 года (2-й тур прошёл в 65 округах, где ни один из кандидатов в первом туре не получил 25 % или более голосов). Первоначально было зарегистрировано более 5400 кандидатов, но более трети из них не было допущено до выборов Советом стражей конституции, таким образом, в выборах на 290 мест в меджлисе баллотировалось около 3200 кандидатов.
Многие журналисты и аналитики расценивали эти выборы как соперничество между высшим руководителем Ирана Али Хаменеи и президентом Махмудом Ахмадинежадом, по итогам выборов большинство мест в парламенте получили сторонник Хаменеи. Иранские официальные лица и государственные СМИ Ирана расценили итоги выборов как знак доверия иранцев и реакцию на давление со стороны Запада в связи с реализацией ядерной программы Ирана. Несмотря на отсутствие окончательных цифр по явке на выборы, государственные СМИ отмечали, что явка избирателей была высокой.
Первая сессия вновь избранного парламента Ирана была открыта 27 мая 2012 года.

## Избирательная система
Согласно законодательству Ирана, членство в партии или принадлежность к политической группе, в принципе, не является обязательным для депутатов меджлиса. Имеются специальные квоты для национальных и религиозных меньшинств — армян, ассирийцев, евреев и зороастрийцев. В ходе предвыборной кампании Совет стражей Конституции не допустил к участию в выборах Иранский исламский патриотический фронт, Исламскую коалиционную партию и Фронт исламского сопротивления.

## Участники выборов
В общей сложности к выборам были допущены восемь политических партий и блоков.
Консервативный Альянс, включавший следующие организации:
- Объединённый фронт консерваторов[англ.] — коалиция, сформированная 6 января 2012 года, во главе с Али Лариджани;
- Фронт исламской революционной стабильности — организация, созданная группой антиправительственных консерваторов во главе с Голям-Хосейном Эльхамом, бывшим начальником штаба президента Ирана Махмуда Ахмадинежада;
- Партия единобожия и справедливости[англ.] — группа сторонников Ахмадинежада во главе с бывшим министром иностранных дел Манучехром Моттаки;
- Голос народа[англ.] — образована группой консерваторов во главе с Мохсеном Резайи, бывшим военным, кандидатом в президенты Ирана 2009 года;
- Фронт исламского пробуждения во главе с вице-спикером парламента, Шахаб од-Дин ас-Садром[англ.].

Реформистский альянс, включавший следующие партии:
- Демократическая коалиция реформаторов[англ.], возглавляемая лидером Демократической партии Мустафой Кавакебианом;
- Рабочая коалиция[англ.] — коалиция Исламской партии труда[англ.] и Сети солидарности иранских трудящихся[англ.]. Лидером коалиции является Хоссейн Камали, бывший министр труда.
- Умеренные реформисты — группа провластных реформистов во главе с Али Мотахари[4].

## Предвыборная кампания
Ряд неудач реформистов во 2-й половине 2000-х годов и репрессии со стороны властей привели к тому, что выборы в 9-й Меджлис прошли практически без участия реформистов. Консервативный лагерь — оставшись без объединяющего противника — распался на различные фракции, разделившись на сторонников и противников президента Ахмадинежада, осмелившегося бросить вызов режиму Хаменеи. Победу одержала крупнейшая группа консерваторов Объединённый фронт принципалистов во главе с Али Лариджани, получив вместе с союзниками 133 места из 290.

## Итоги выборов
| Блок                                       | Блок                                   | Число поданных голосов | % от общего числа голосов | Партии                                | Число мест в парламенте | % от общего числа мест в парламенте |
| ------------------------------------------ | -------------------------------------- | ---------------------- | ------------------------- | ------------------------------------- | ----------------------- | ----------------------------------- |
|                                            | Консерваторы                           | 19 087 397             | 59,7 %                    | Объединённый фронт консерваторов      | 98                      | 34,8 %                              |
| Фронт исламской революционной стабильности | Консерваторы                           | 19 087 397             | 59,7 %                    | 43                                    | 14,8 %                  |                                     |
| Голос народа                               | Консерваторы                           | 19 087 397             | 59,7 %                    | 19                                    | 6,5 %                   |                                     |
| Партия единобожия и справедливости         | Консерваторы                           | 19 087 397             | 59,7 %                    | 17                                    | 5,8 %                   |                                     |
| Фронт исламского пробуждения               | Консерваторы                           | 19 087 397             | 59,7 %                    | 5                                     | 1,7 %                   |                                     |
|                                            | Реформаторы                            | 11 451 367             | 35,5 %                    | Демократическая коалиция реформаторов | 60                      | 20,6 %                              |
| Рабочая коалиция                           | Реформаторы                            | 11 451 367             | 35,5 %                    | 11                                    | 3,7 %                   |                                     |
| Умеренные реформаторы                      | Реформаторы                            | 11 451 367             | 35,5 %                    | 4                                     | 1,3 %                   |                                     |
|                                            | Национальные и религиозные меньшинства | 634 122                | 2,1 %                     | Армяне                                | 5                       | 1,7 %                               |
| Ассирийцы и халдеи                         | Национальные и религиозные меньшинства | 634 122                | 2,1 %                     | 4                                     | 1,3 %                   |                                     |
| Евреи                                      | Национальные и религиозные меньшинства | 634 122                | 2,1 %                     | 3                                     | 1,1 %                   |                                     |
| Зороастрийцы                               | Национальные и религиозные меньшинства | 634 122                | 2,1 %                     | 2                                     | 0,6 %                   |                                     |
| Источник: moi.ir/Portal/Home/              |                                        |                        |                           |                                       |                         |                                     |

|                                | Абсолютная величина | %    |
| ------------------------------ | ------------------- | ---- |
| Число избирателей              | 48.288.799          | 100  |
| Явка                           | 30.905.605          | 64,0 |
| Зарегистрированные кандидаты   | 5.405               | 100  |
| Допущенные к выборам кандидаты | 3.232               | 61,4 |
| Избрано депутатов-мужчин       | 281                 | 96,9 |
| Избрано депутатов-женщин       | 9                   | 3,1  |